# 신의 퀴즈 2
《신의 퀴즈 2》는 OCN에서 2011년 6월 10일부터 2011년 8월 26일까지 방영된 메디컬 범죄 수사극이다.

## 등장 인물

### 주요 인물
- 류덕환 : 한진우 역 - 한국대병원 신경외과 전문의. 한국의대 지역 법의관 사무소 촉탁의
- 윤주희 : 강경희 역 - 한국의대 지역 법의관 사무소 사건 전담. 경찰청 특수 수사계 형사
- 최정우 : 장규태 역 - 한국대병원 희귀병 클리닉 센터장. 진우의 지도교수
- 박준면 : 조영실 역 - 한국의대 지역 법의관 사무소 소장. 법의관 (부검의)
- 김대진 : 김성도 역 - 한국의대 지역 법의관 사무소 연구관 (부검의)
- 이설희 : 민지율 역 - 경찰 본청에서 파견된 프로파일러
- 추승욱 : 박도준 역 - 한국의대 지역 법의관 사무소 사건 전담. 경찰청 특수 수사계 형사

### 그 외 인물
- 김세현 : 차우빈 역 - 법의관 사무소 연구원
- 정현종 : 라익범 역 - 라형사
- 천세명
- 배형빈
- 한결
- 민지연
- 김규호
- 박문석
- 윤태민
- 김명수 : 브라이언 역 - 브렌텍의 대표
- 안용준 : 정하윤 역
- 강문경 : SDC 국장 역
- 한영광 : 이경석 역 - SDC 직원
- 김종석 : 서박사 역
- 이진혁
- 정계순
- 최정자
- 황금선
- 김미림
- 장민영
- 김미선 : 유보람 역 - 오승희의 친구
- 방호벽
- 서현우
- 조준우
- 김종호
- 황혜영
- 배건우
- 최윤정
- 배효원
- 소광민
- 천인경
- 최익준
- 정승우
- 박준혁
- 김원해 : 민정필 역 - 애견카페 대표, 전직 수의사
- 한여울 : 애견카페 직원 역
- 임미주
- 전금한 : 폐공단의 경비원 역
- 김민승
- 오고은
- 정수라
- 오하늬
- 손화란
- 민준현 : 박검사 역
- 박건락
- 이하린 : 이영은 역 - 한진우의 첫사랑
- 구본임 : 김명신 역 - 부녀회장
- 유금 : 김명신과 같은 동네 주민 역
- 김태영
- 이진강 : 오덕훈 역 - 김명신의 아들
- 이동하
- 채희강
- 이의수 : 슈퍼 주인 역
- 김찬이
- 이광희
- 김범진
- 임만열
- 윤태민
- 유경빈
- 정보영
- 황신정 : 이장원의 부인 역
- 문정수
- 서희
- 조용석
- 이일화 : 황규리 역
- 노승진 : 이호균 역 - 황규리의 남편
- 강은아 : 루나 역 - 황규리, 이호균의 딸
- 신주원
- 김은경
- 홍혜령
- 안예찬
- 김현범
- 오영빈
- 장예주
- 홍현종
- 최욱 : 이성래 역
- 박미영
- 장선호 : 조한성 역 - 심리치료사, 교주
- 류제희 : 갤러리 관장 역
- 최우석
- 신연숙 : 이영은의 할머니 역
- 김태경
- 김상엽
- 김동수 : 송완규 역
- 이준혁 : 고종두 역 - 공장의 직원
- 홍부향 : 김정순 역 - 송완규의 아내
- 한재우
- 최동엽 : 신사장 역 - 공장의 사장
- 김철웅 : 공장장 역
- 최두엽
- 조대현
- 이성주 : 최박사 역
- 허맹호
- 조선우
- 이건 : 뉴스 앵커 역
- 정한비 : 이소윤 역
- 서윤아 : 박한서 역 - 변호사, 이사장의 딸
- 원승묵
- 민욱 : 사학재단 이사장 역
- 양승걸 : 고영우 역 - 초등학교 교사
- 박명신 : 김선희 역 - 초등학교 양호교사
- 김장호
- 이연선 : 꽃집 주인 역
- 신주연
- 윤택함
- 손영순 : 이소윤의 할머니 역
- 서다솔
- 박진한
- 박지영
- 장지민
- 우상윤
- 서태호
- 김영탁
- 이이삭
- 최정원 : 이호원 역 - 박사장의 부인
- 권병준 : 박사장 역
- 이춘교 : 병리사 역
- 윤준성 : 흥신소 직원 역
- 김나무
- 김영선
- 김태건 : 박사장의 비서 역
- 이혜란
- 주아성
- 한승훈
- 김규로
- 백욱희
- 백성흠 : 임찬규 역
- 고지현 : 신라미 역
- 박대원
- 고성철
- 김수복
- 김현준
- 주아성
- 허기영
- 조덕현
- 고경혜
- 김채영
- 이송빈
- 태경
- 정지원
- 김기연
- 박대원
- 김동우
- 이준민
- 이기영
- 최영준
- 하린
- 최준영
- 이태훈
- 박소희
- 김민경
- 박성희
- 배한국
- 이와가와 도오루
- 이와가와 은하
- 오수현 : 정진수 역

### 특별출연
- 이한위 : 조형우 역 - 경찰 간부 (1, 2화)
- 최상학 : 이규혁 역 - 살인사건 용의자 (1,2화)
- 김정균 : 이우혁 역 - 사회복지사 (3화)
- 강성민 : 정인호 역 - 다발성신경섬유종(폰 레클링하우젠 신드롬) 질환자 (3화)
- 오광록 : 이장원 역 - 조직의 보스 (4화)
- 전무송 (12화)

### 우정출연
- 김범수 : 뉴스 앵커 역 (1화)

## 회차별 부제와 희귀난치성질환명
| 2011년 | 2011년    | 2011년                  | 2011년                                |
| 회차   | 방송 일자 | 제목                    | 희귀질환명                            |
| ------ | --------- | ----------------------- | ------------------------------------- |
| 1회    | 6월 10일  | 리스트 컷 신드롬 1, 2부 | 리스트 컷 신드롬                      |
| 2회    | 6월 17일  | 리스트 컷 신드롬 1, 2부 | 리스트 컷 신드롬                      |
| 3회    | 6월 24일  | 엘리펀트 맨             | 폰 레크링하우젠 신드롬                |
| 4회    | 7월 1일   | Lovesick                | 롱 큐티 신드롬                        |
| 5회    | 7월 8일   | 사이코패스의 정의       | 고함스병                              |
| 6회    | 7월 15일  | 매니악                  | 쿠루병                                |
| 7회    | 7월 22일  | 내 귀에 폭탄            | 파브리병                              |
| 8회    | 7월 29일  | 화이트                  | 백색증                                |
| 9회    | 8월 5일   | 블러드 세일             | 바디바바디바                          |
| 10회   | 8월 12일  | 몬스터                  | 스티프-퍼슨 신드롬 (강직 인간 증후군) |
| 11회   | 8월 19일  | 마지막 성전 1, 2부      | -                                     |
| 12회   | 8월 26일  | 마지막 성전 1, 2부      | -                                     |

## OST

### Part. 1
| #  | 제목                 | 작곡   | 가수     | 재생 시간 |
| -- | -------------------- | ------ | -------- | --------- |
| 1. | 〈Question〉         | 마르코 | 언터쳐블 |           |
| 2. | 〈Question (Inst.)〉 | 마르코 |          |           |

### Part. 2
| #  | 제목                   | 가수   | 재생 시간 |
| -- | ---------------------- | ------ | --------- |
| 1. | 〈그때까지만〉         | 김지연 |           |
| 2. | 〈그때까지만 (Inst.)〉 |        |           |

### Part. 3
| #  | 제목              | 작사                 | 작곡           | 가수       | 재생 시간 |
| -- | ----------------- | -------------------- | -------------- | ---------- | --------- |
| 1. | 〈고개를 돌려요〉 | 박해인               | 이주형, 박해인 | 세리, 수빈 |           |
| 2. | 〈너뿐이야〉      | 김상훈, 윤경, 박지원 | 김상훈         | 류덕환     |           |

### Part. 4
| #  | 제목     | 작사   | 작곡   | 가수 | 재생 시간 |
| -- | -------- | ------ | ------ | ---- | --------- |
| 1. | 〈Redd〉 | 이병윤 | 정준혁 | 홀린 |           |

| OCN 오리지널 시리즈 (토일)                | OCN 오리지널 시리즈 (토일)                           | OCN 오리지널 시리즈 (토일)                                |
| 이전 작품                                 | 작품명                                               | 다음 작품                                                 |
| ----------------------------------------- | ---------------------------------------------------- | --------------------------------------------------------- |
| 야차 (2010년 12월 10일 ~ 2011년 2월 25일) | 신의 퀴즈 시즌 2 (2011년 6월 10일 ~ 2011년 8월 26일) | 뱀파이어 검사 시즌 1 (2011년 10월 2일 ~ 2011년 12월 18일) |